# Kostelec (Plzeň)
Kostelec é uma comuna checa localizada na região de Plzeň, distrito de Tachov.

## Galeria

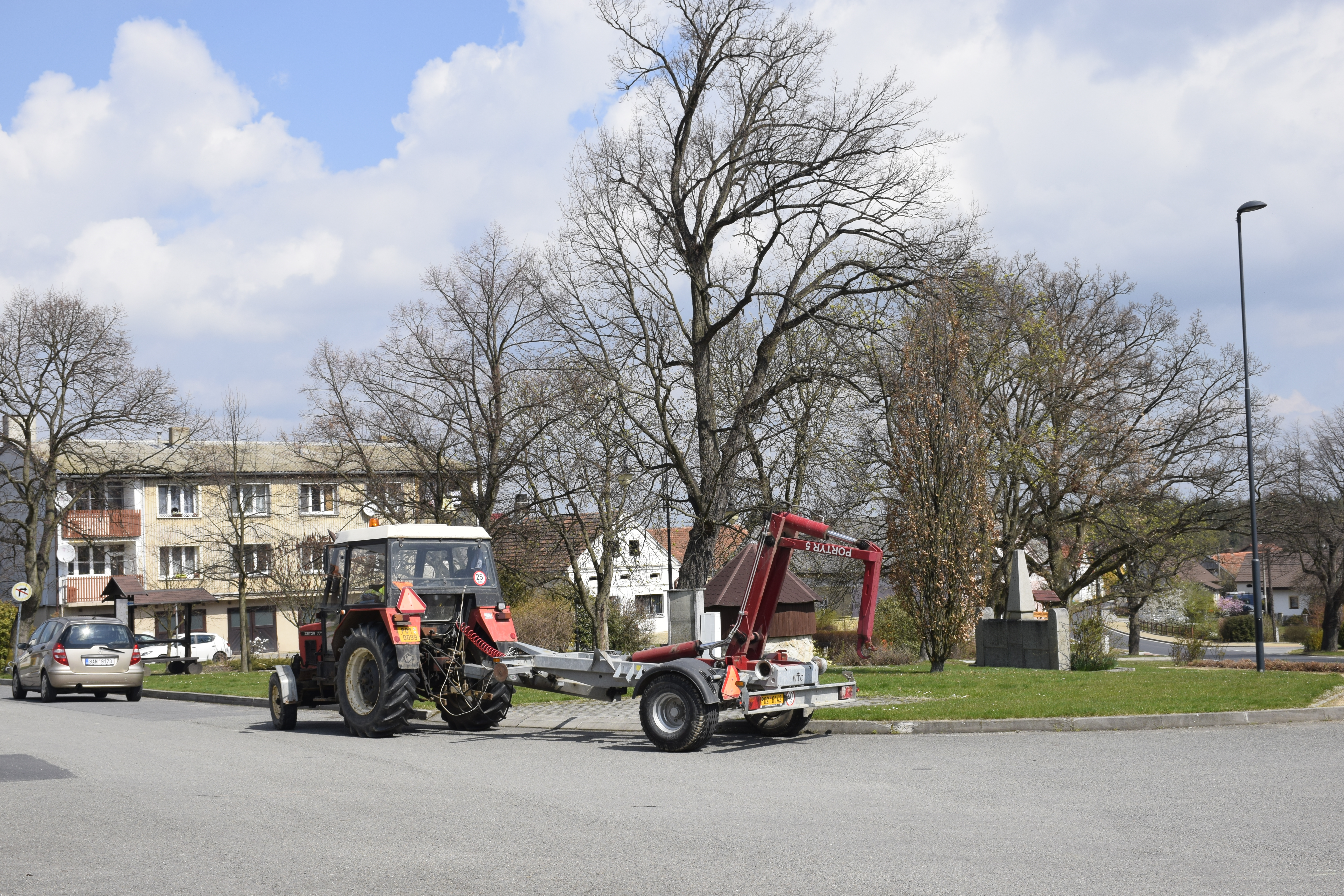
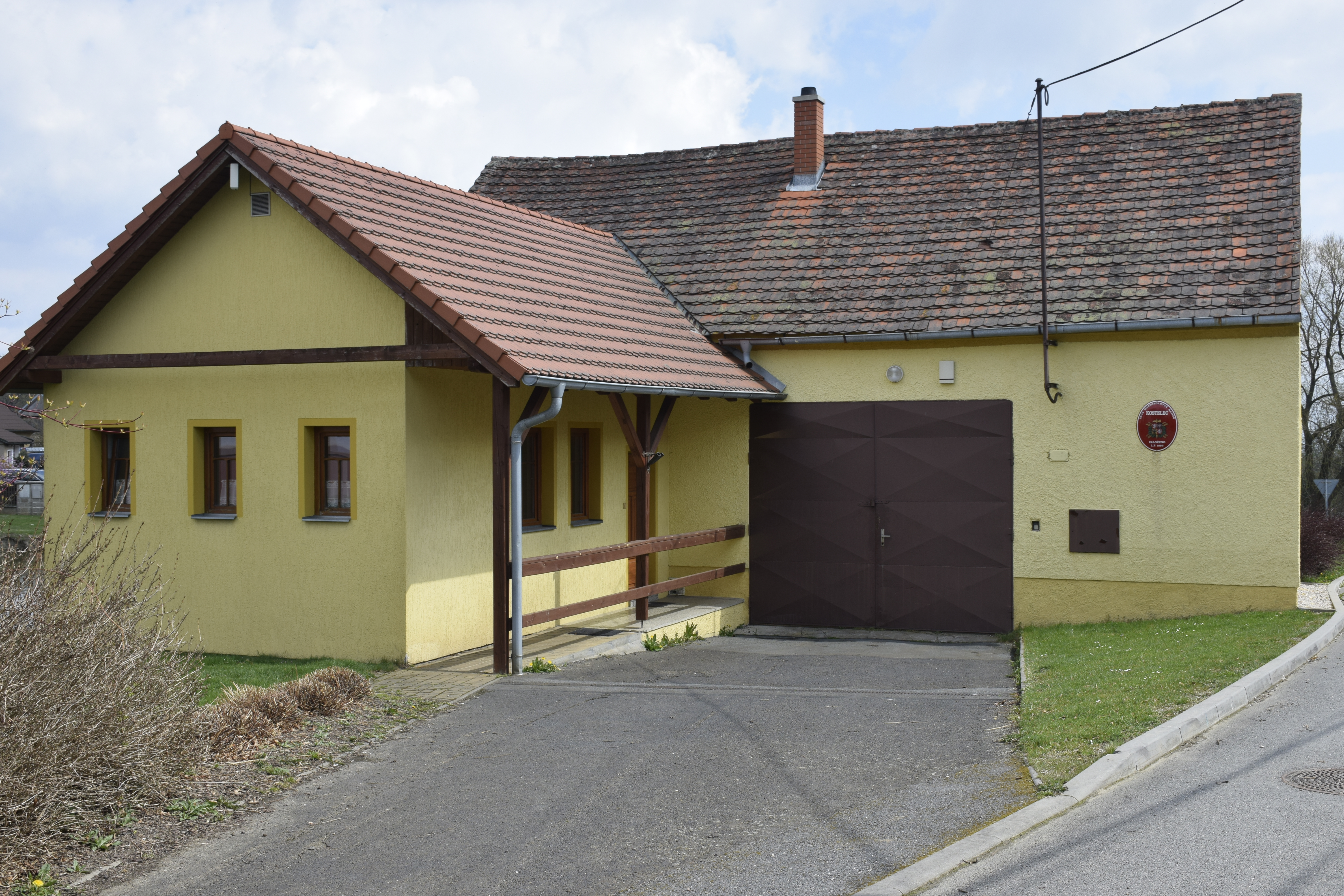
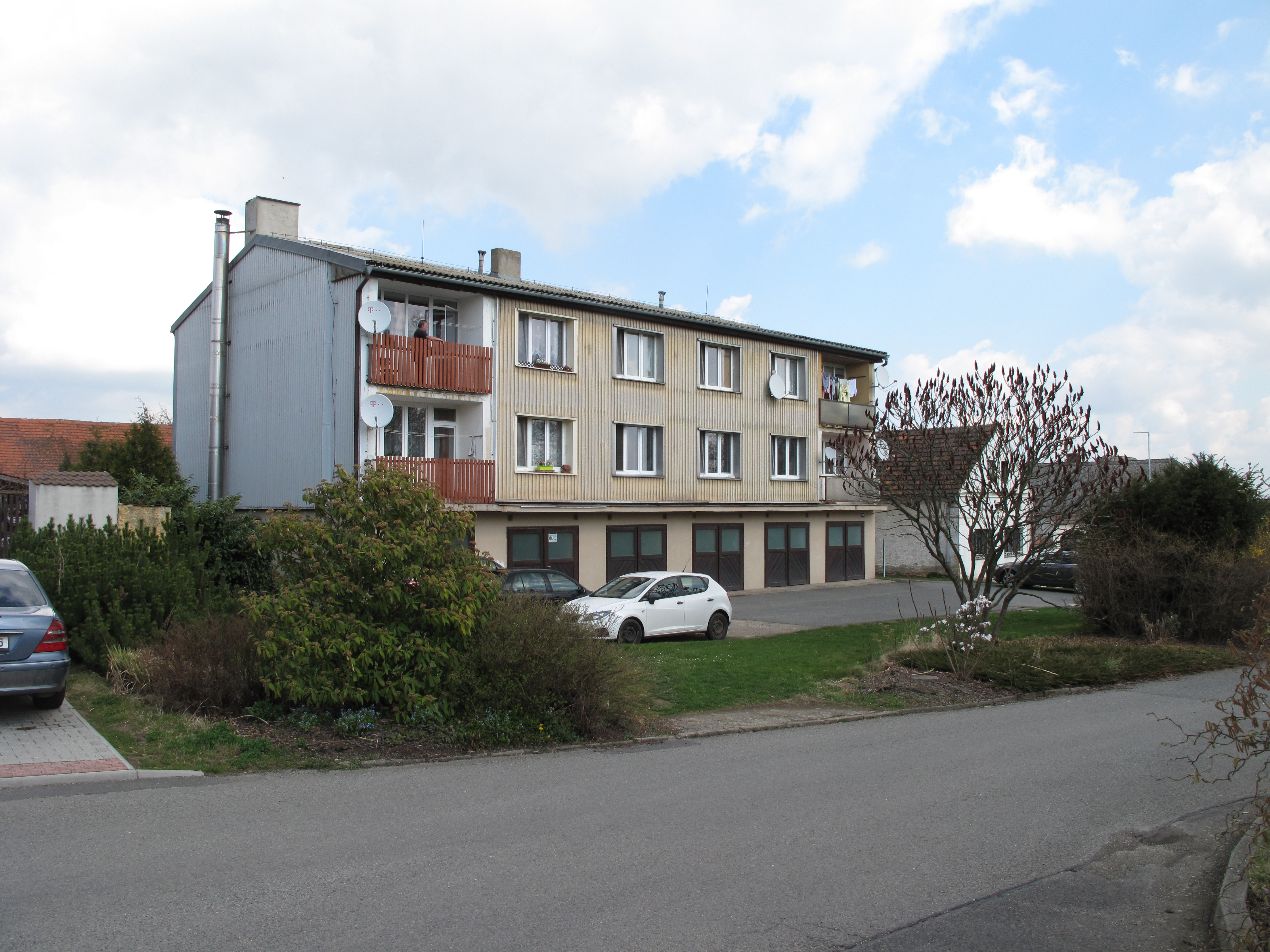
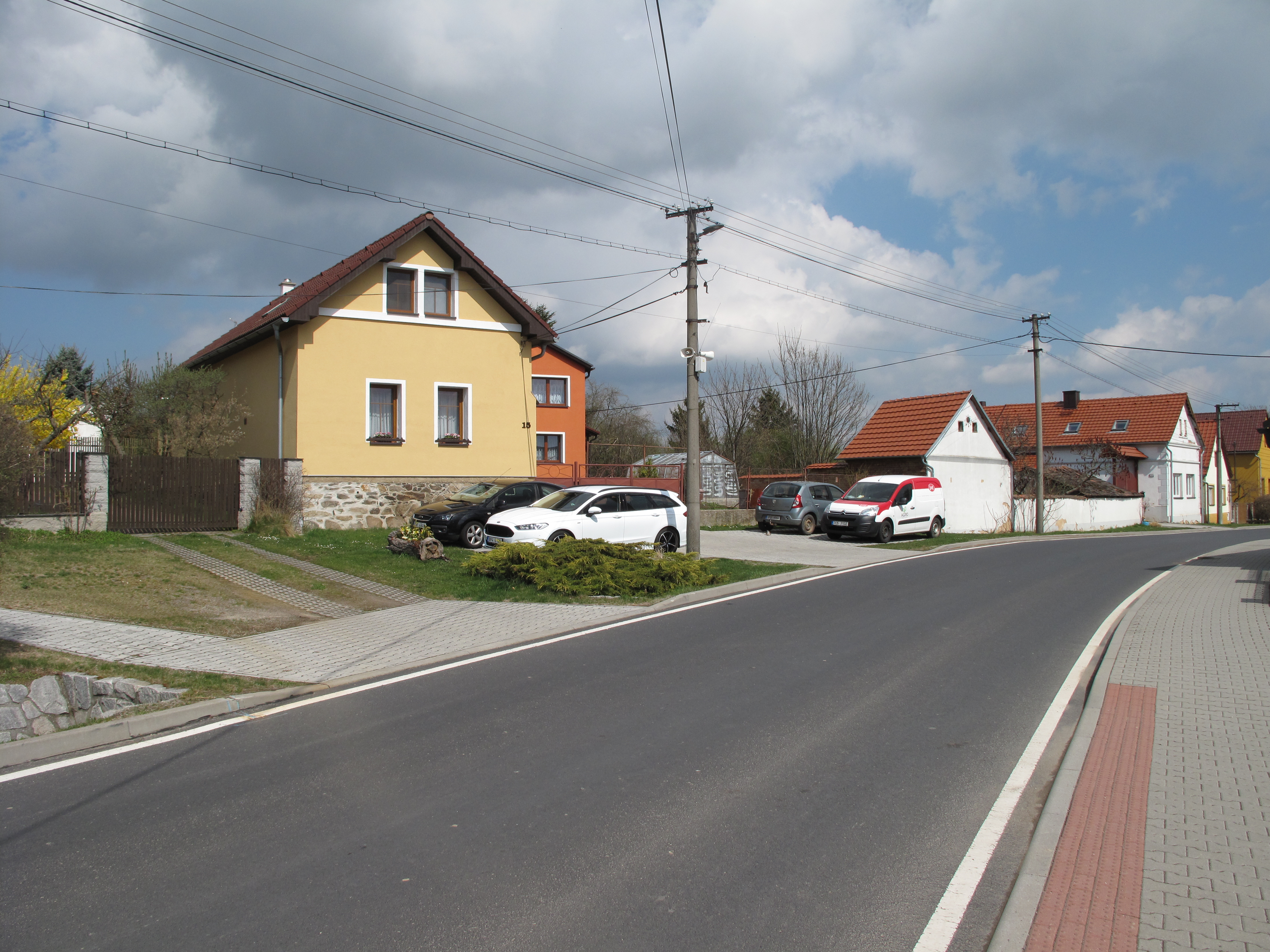